# 2016년 울산 해역 지진
2016년 울산 해역 지진은 2016년 7월 5일 오후 8시 33분 울산 동구 동쪽 52km 해상에서 발생한 규모 5.0의 지진이다. 이 지진으로 울산 및 영남 지역뿐 아니라 호남 충청 지역에서도 사람들이 신고전화가 속출했다. 일본에서도 쓰시마섬에서 일본 기상청 진도 계급 최대 2를 감지하였다. 오후 9시 24분에는 울산 동구 동쪽 41km 해상에서 규모 2.6의 여진이 발생했다.

## 관련 정보
기상청은 규모 5.0 지진의 충격파는 TNT 32 kt을 터뜨리는 폭발력과 비슷한 충격이라고 진단했다. 일본 나가사키에 떨어진 팻 맨의 1.5배 폭발력에 해당한다.
이 지진은 쓰시마-고토 단층에서 발생한 것으로 추정된다. 이 단층은 고토 열도에서 쓰시마섬 서부를 지나 동해로 이어지는 단층이다.
지진이 발생한 곳은 울산에서 동쪽으로 144km 떨어진 일본 영해의 동해 먼바다입니다...(중략)...전문가들은 이번 지진이 원래 지진이 잦은 쓰시마-고토 단층에서 발생한 것으로 분석했습니다. 울산 앞바다에서 발생한 2016년의 규모 5.0 지진 역시 이 단층에서 발생한 지진입니다. 이번 지진도 규모가 작지 않기 때문에 당분간은 약한 여진이 이어질 것으로 보입니다. 문제는 해당 단층에서 더 큰 지진이 발생할 수도  있다는 점입니다.
[홍태경/연세대 지구시스템과학부 교수  : "해당 지역에서 발생했던 지진 기록들과 그 발생했던 기간을 종합해볼 때 해당 지역에서는 규모 7대의 지진들이 발생할 것으로 예상할 수 있습니다."]

특히 이 단층의 일부분은 상하로 이동하는 역단층으로 이뤄져 있어 강진이 발생하면 지진 해일의 가능성도 있습니다. 전문가들은 이 단층이 한일 양국의 영해에 걸쳐 있는 만큼 공동조사가 필요하다고 지적합니다.— 동해서 규모 4.6 지진…‘불의 고리’ 잇단 지진 영향? (KBS, 2022.9.20.)

## 같이 보기
- 한국의 지진
- 울산광역시의 지질
- 울산 단층